# Dillenia
Dillenia är ett släkte av tvåhjärtbladiga växter. Dillenia ingår i familjen Dilleniaceae.

## Bildgalleri

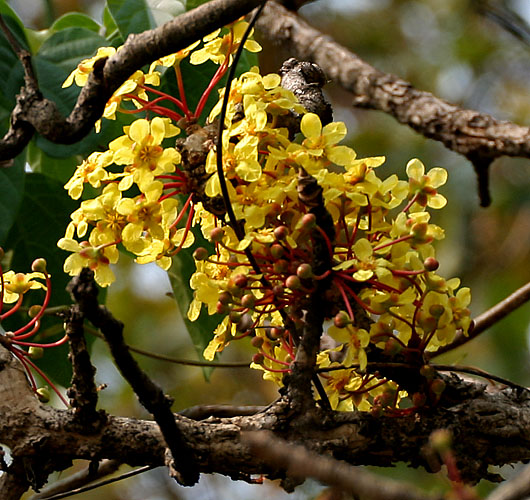
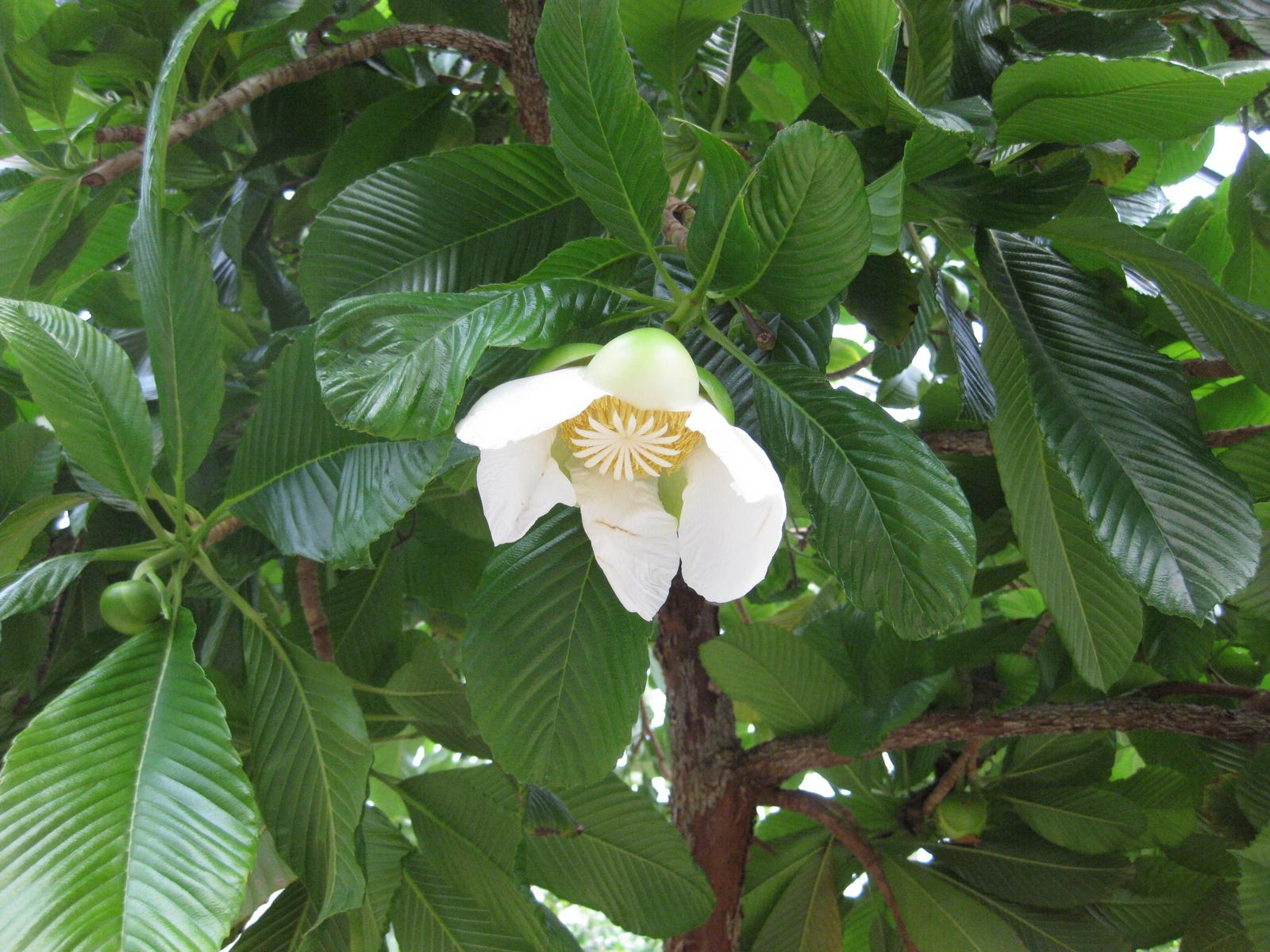
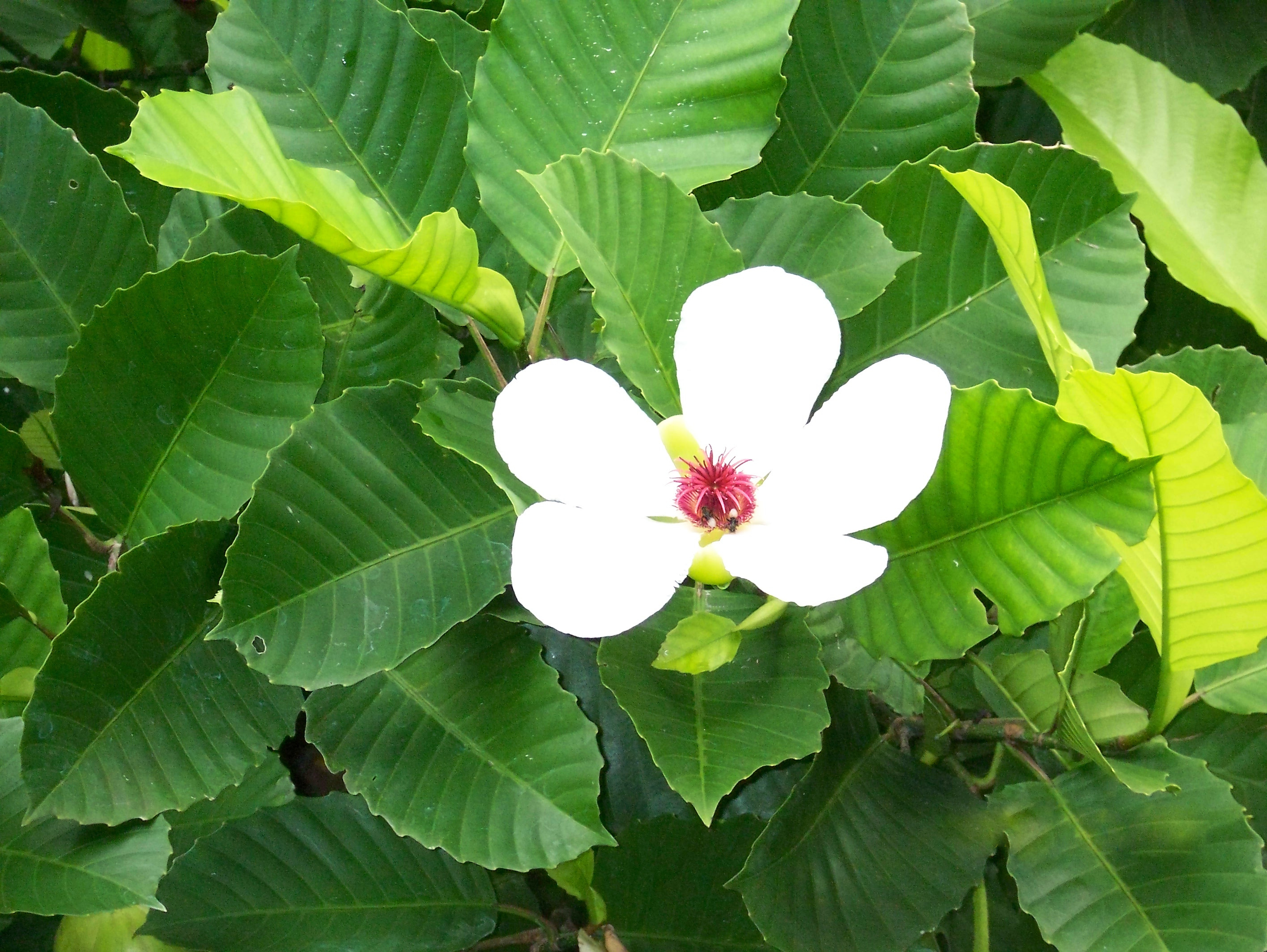
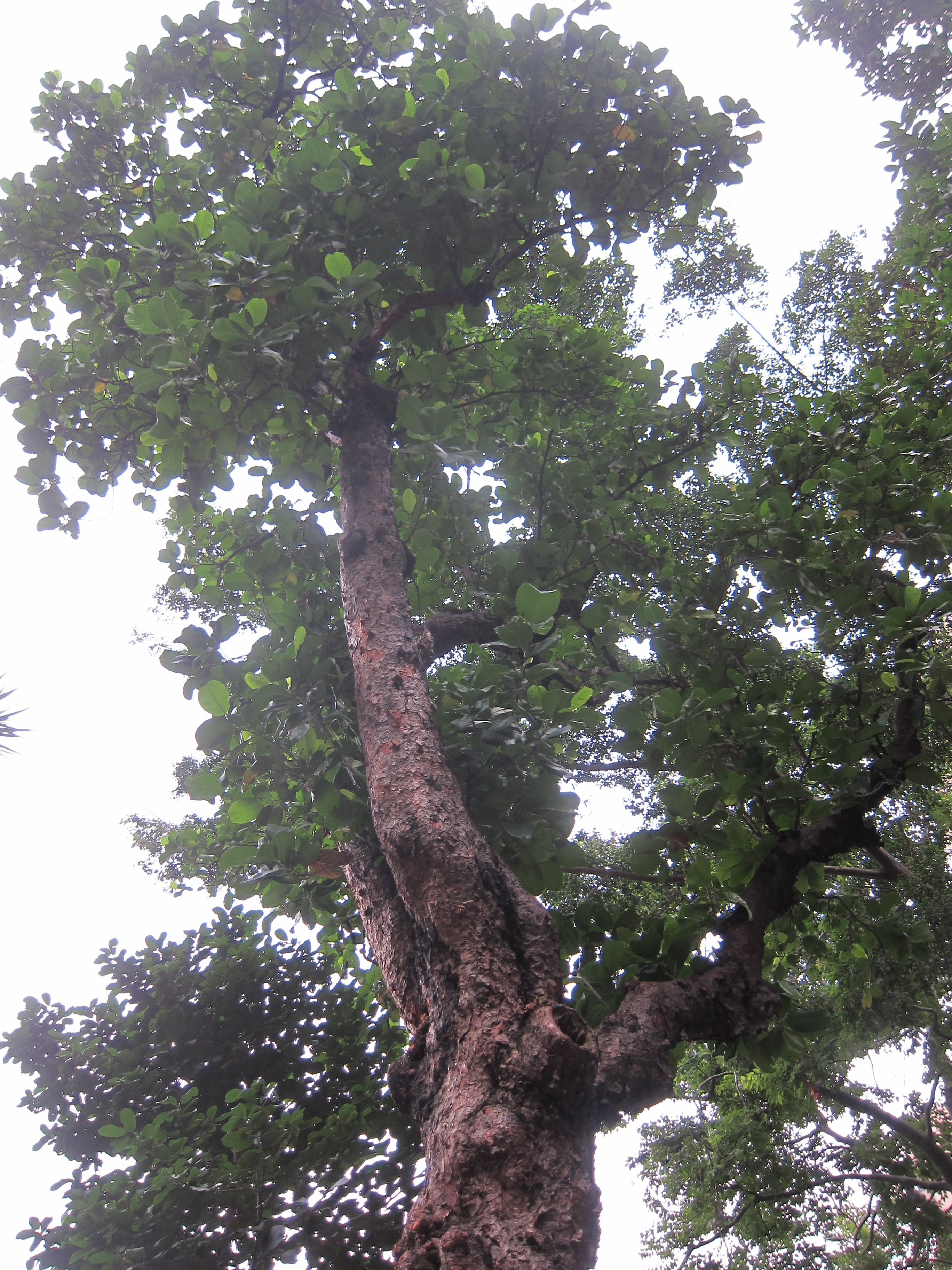
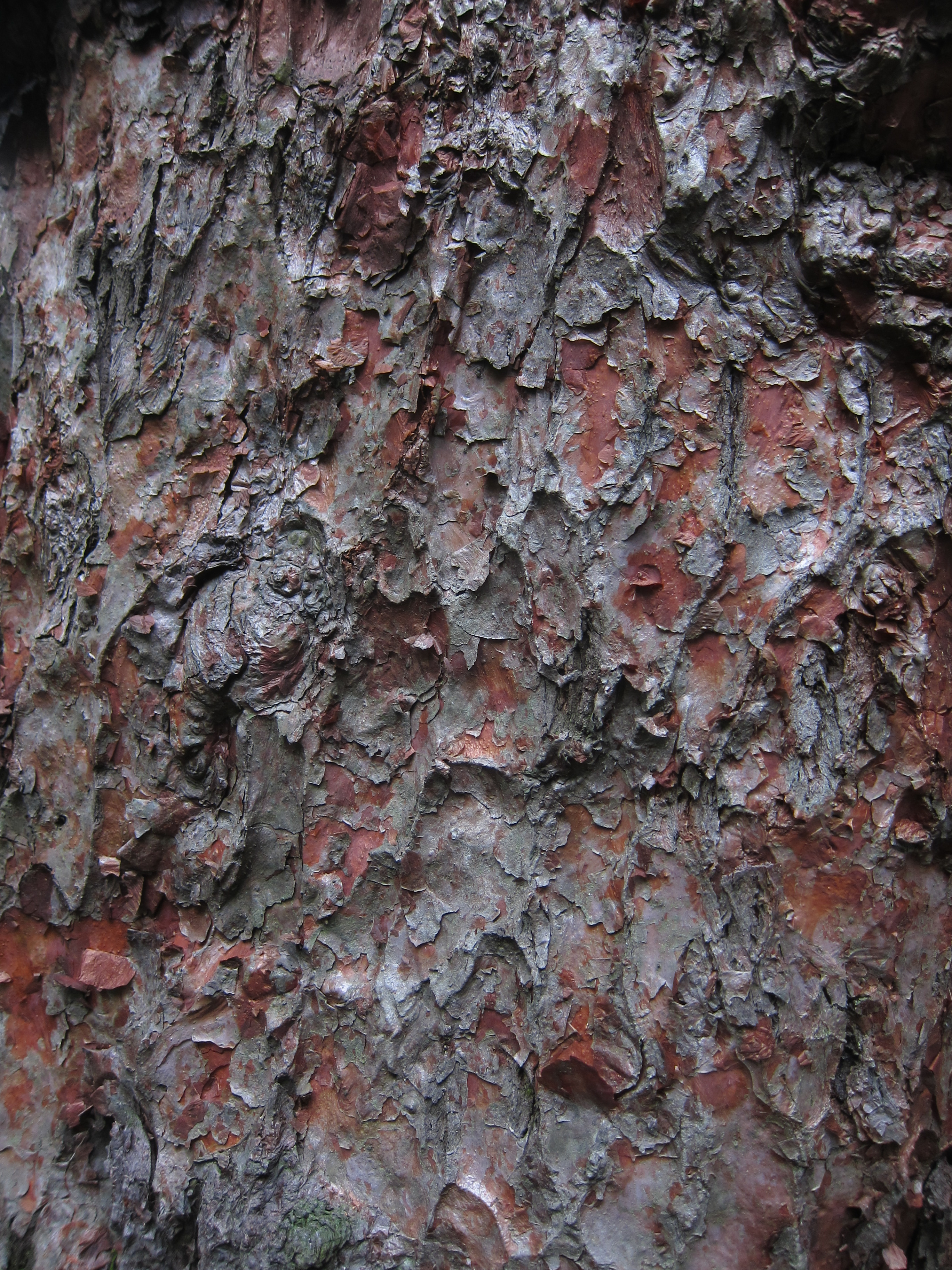
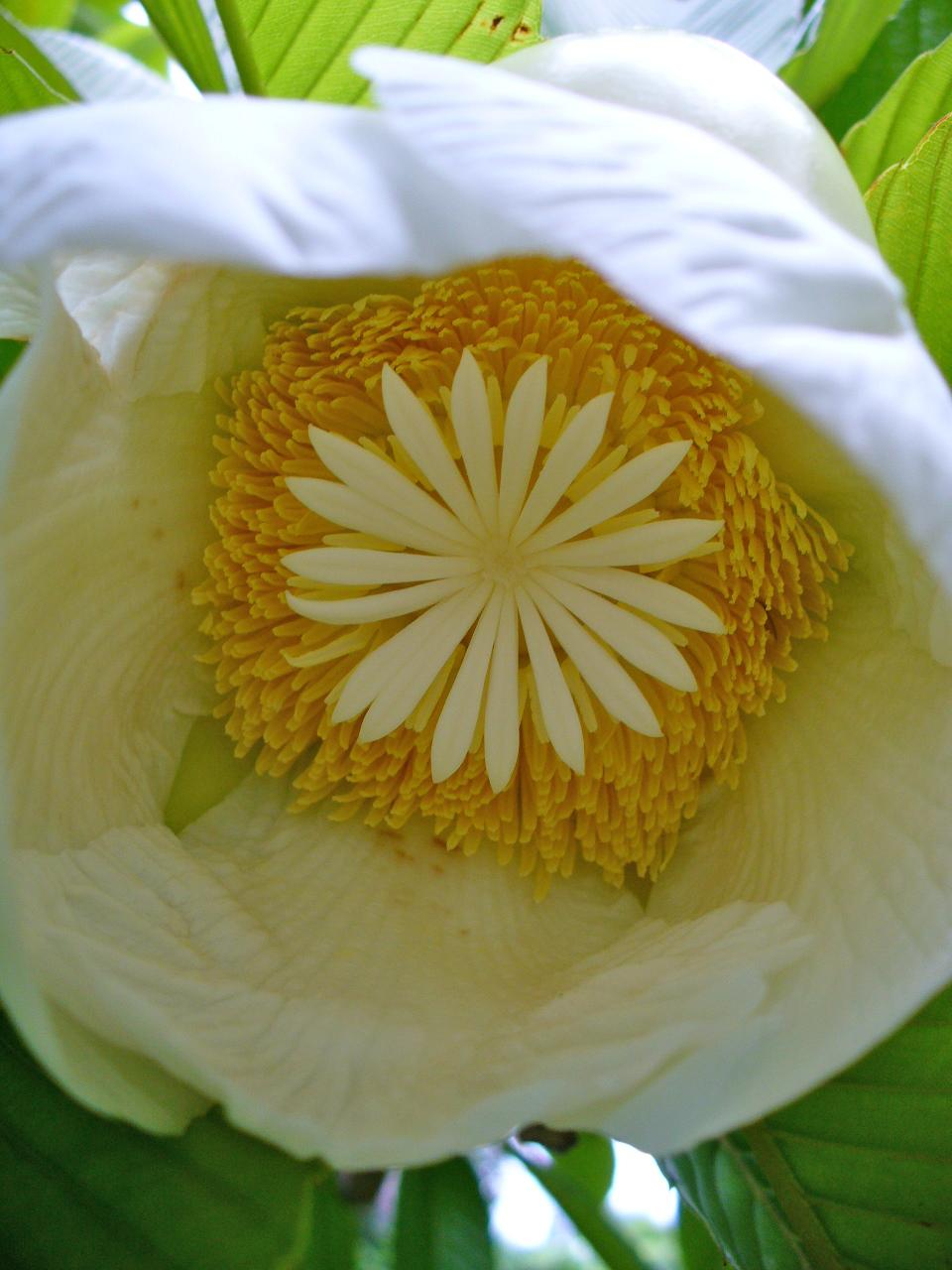

## Dottertaxa tillDillenia, i alfabetisk ordning[1]
- Dillenia alata
- Dillenia albiflos
- Dillenia andamanica
- Dillenia aurea
- Dillenia auriculata
- Dillenia beccariana
- Dillenia biflora
- Dillenia blanchardii
- Dillenia borneensis
- Dillenia bracteata
- Dillenia castaneifolia
- Dillenia celebica
- Dillenia crenatifolia
- Dillenia cyclopensis
- Dillenia elata
- Dillenia excelsa
- Dillenia fagifolia
- Dillenia ferruginea
- Dillenia fischeri
- Dillenia grandifolia
- Dillenia hookeri
- Dillenia indica
- Dillenia ingens
- Dillenia insignis
- Dillenia insularum
- Dillenia luzoniensis
- Dillenia madagascariensis
- Dillenia mansonii
- Dillenia marsupialis
- Dillenia megalantha
- Dillenia monantha
- Dillenia montana
- Dillenia nalagi
- Dillenia obovata
- Dillenia ochreata
- Dillenia ovalifolia
- Dillenia ovata
- Dillenia papuana
- Dillenia papyracea
- Dillenia parkinsonii
- Dillenia parviflora
- Dillenia pentagyna
- Dillenia philippinensis
- Dillenia pteropoda
- Dillenia pulchella
- Dillenia quercifolia
- Dillenia reifferscheidia
- Dillenia reticulata
- Dillenia retusa
- Dillenia salomonensis
- Dillenia scabrella
- Dillenia schlechteri
- Dillenia serrata
- Dillenia sibuyanensis
- Dillenia suffruticosa
- Dillenia sumatrana
- Dillenia talaudensis
- Dillenia tetrapetala
- Dillenia triquetra
- Dillenia turbinata